# 행복한 밥상
《행복한 밥상》은 2004년 11월 6일부터 2005년 10월 29일까지 KBS 2TV에서 방영되었던 프로그램이다.

## 기획 의도
만두파동 전까지 우리는 만두 속에 단무지가 들어간다는 사실을 몰랐다. 오늘 우리는 무엇을 먹고 있는가? 만원도 안되는 활어회 1kg! 싼 게 비지떡이라는데 요즈음의 ‘비지떡’들은 안전할까? 먹거리에 대한 실험, 취재, 분석을 통해 어떻게 하면, 어디에 가면, 무엇을 더욱 맛있고 건강하게 먹을 수 있는지... 하나의 먹거리에 담긴, 궁금증, 실상, 오해와 편견을 모두 긁어내 풀어줌으로써 건강한 먹거리생활을 재창조한다.

## 방송시간
- 2004년 11월 6일 ~  2005년 10월 29일 : 매주 토요일 아침 8시 ~ 9시 (1시간)

## 역대 MC
- 1기 - 김현욱 & 변우영
- 2기 - 성세정 & 변우영
- 3기 - 성세정 & 변우영 & 김지선

## 고정게스트
- 스티븐, 유민상, 조선영

## 제작 방향
- 매회 하나의 음식을 선정, 그 것에 관한 모든 것을 밝고 경쾌한 터치를 통해 다각적이고 심층적으로 다룬다.
- 생산, 유통, 가공, 요리 등 우리 입으로 들어오기까지의 전 과정을 심층 취재 하여 식당에서, 가정에서, 우리가 먹는 음식의 ‘정체’를 밝힌다.
- 음식의 안전성, 영양, 먹는 방법, 선택방법등에 관한 궁금증에 대해 즉각적으로 실험, 분석한다.

## 회차

### 2004년
| 회차 | 방송일    | 제목   |
| ---- | --------- | ------ |
| 1회  | 11월 6일  | 삼겹살 |
| 2회  | 11월 13일 | 게     |
| 3회  | 11월 20일 | 라면   |
| 4회  | 11월 27일 | 고등어 |
| 5회  | 12월 4일  | 만두   |
| 6회  | 12월 11일 | 굴     |
| 7회  | 12월 18일 | 해장국 |
| 8회  | 12월 25일 | 호박   |

### 2005년
| 회차            | 방송일    | 제목             |
| --------------- | --------- | ---------------- |
| 9회             | 1월 1일   | 닭               |
| 10회            | 1월 8일   | 순대             |
| 11회            | 1월 15일  | 두부             |
| 12회            | 1월 22일  | 조개             |
| 13회            | 1월 29일  | 돼지고기         |
| 14회            | 2월 5일   | 부침개           |
| 15회            | 2월 12일  | 명태             |
| 16회            | 2월 19일  | 국수             |
| 17회            | 2월 26일  | 갈비             |
| 18회            | 3월 5일   | 비빔밥           |
| 19회            | 3월 12일  | 낙지             |
| 20회            | 3월 19일  | 불고기           |
| 21회            | 3월 26일  | 된장찌개         |
| 22회            | 4월 2일   | 조기             |
| 23회            | 4월 9일   | 파스타           |
| 24회            | 4월 16일  | 쌈               |
| 25회            | 4월 23일  | 곰탕             |
| 26회            | 4월 30일  | 밥               |
| 27회            | 5월 7일   | 장어             |
| 28회            | 5월 14일  | 스테이크         |
| 29회            | 5월 21일  | 해물찜           |
| 30회            | 5월 28일  | 김치             |
| 31회            | 6월 4일   | 짜장면           |
| 32회            | 6월 11일  | 복어             |
| 33회            | 6월 18일  | 냉면             |
| 34회            | 6월 25일  | 삼계탕           |
| 35회            | 7월 2일   | 제주도           |
| 36회            | 7월 9일   | 울릉도           |
| 37회            | 7월 16일  | 오리             |
| 38회            | 7월 23일  | 빵               |
| 39회            | 7월 30일  | 과일             |
| 40회            | 8월 6일   | 민물매운탕       |
| 41회            | 8월 13일  | 중국요리         |
| 42회            | 8월 20일  | 여름국수         |
| 43회            | 8월 27일  | 오징어           |
| 44회            | 9월 3일   | 초밥             |
| 45회            | 9월 10일  | 족발             |
| 46회            | 9월 17일  | 추석특집         |
| 47회            | 9월 24일  | 샤부샤부         |
| 48회            | 10월 1일  | 버섯             |
| 49회            | 10월 8일  | 새우             |
| 50회            | 10월 15일 | 곱창             |
| 51회            | 10월 22일 | 하이라이트 제1부 |
| 52회 (마지막회) | 10월 29일 | 하이라이트 제2부 |